# Lyon OU
Lyon OU – profesjonalny klub rugby union z siedzibą w Lyonie w regionie Owernia-Rodan-Alpy. Klub powstał w roku 1896.

## Historia
Klub święcił największe tryumfy w latach 30 trzykrotnie docierając do finału rozgrywek mistrzostw Francji w tym dwukrotnie zostając mistrzem Francji. Przez kolejne lata klub grywał w niższych ligach powracając do najwyższej klasy rozgrywkowej w sezonie 2011-12 spadając w sezonie 2012-13 oraz awansując w sezonie 2013-14, spadając w sezonie 2014-15 i uzyskując awans po raz kolejny w sezonie 2015-16.
W 2022 klub zdobył swoje pierwsze europejskie trofeum – zwyciężył w European Rugby Challenge Cup.

## Stadion
Klub aktualnie rozgrywa swoje mecze na stadionie Stade de Gerland, mogącym pomieścić 25 tys. kibiców, gdzie przeniósł się wraz z początkiem 2017 roku. Wcześniej klub rozgrywał swoje mecze na Matmut Stadium zbudowanym specjalnie dla klubu po awansie do najwyższej klasy rozgrywkowej w roku 2011.

## Trofea
- Mistrzostwo Francji
  - Zwycięzcy (2): 1931-32, 1932-33
  - Finaliści (1): 1930-31
- Challenge Yves du Manoir
  - Zwycięzcy (1): 1933
  - Finaliści (1): 1932
- European Rugby Challenge Cup
  - Zwycięzcy (1): 2022
  - Finaliści (1): 2025[5]